# 中華奧林匹克委員會
中華奧林匹克委員會（英語：Chinese Taipei Olympic Committee，也稱中華台北奧林匹克委員會），簡稱中華奧會，是中華民國的國家奧林匹克委員會，負責處理中華民國在奧林匹克運動會、亞洲運動會等國際體育賽事的聯繫工作，並加強與國際奧會及國內外各運動團體聯繫，維護奧林匹克之名稱、標誌及會徽。
中華奧林匹克委員會原名中國奧林匹克委員會、中華民國奧林匹克委員會，其實體組織則是中華全國體育協進會，成立於1922年（時名「中華業餘運動聯合會」），曾長期位居中國奧會代表；1973年，受迫於國際情勢，中華奧會正式自中華全國體育協進會拆分，負責國際體育活動。1980年代後，由於政治上的限制，中華奧會及其他單項運動協會參加奧運等國際體育賽事時，多使用「中華臺北」做為參賽代表團的名稱。

## 歷史

### 大陸時期
早在1894年，希腊王储康斯坦丁和近代奥林匹克运动会发起人皮埃尔·德·顾拜旦男爵便代表国际奥委会邀请清政府参加奥运会，但是清廷並未答复。1910年，全國學校區分隊第一次體育同盟會成立，今日國際奧委會將此年標註為中國奧委會成立年份。
1922年4月3日，“中华业余运动联合会”（英語：China National Amateur Athletic Federation）在北京成立；中華奧會將自身正式成立時間定於此時。同年，在巴黎召開的国际奥委会第21次全会同意该联合会为“中国奥林匹克委员会”。此次全会还选举该联合会主席王正廷（时任中华民国外交部长）为国际奥委会委员。
1924年7月，全国性体育组织“中华全国体育协进会”（英語：China National Amateur Athletic Federation，与原中华业余运动联合会的英文名称一致。简称“全国体协”）正式成立，并取代了原“中华业余运动联合会”一切职能。全国体协首任主席仍為王正廷博士。1931年，“中华全国体育协进会”作为负责全国体育运动的组织，其在上海的地址及其名誉主任干事沈嗣良被国际奥委会作为（中文可译作“国家奥林匹克委员会”；按Nationaux有“民族的”和“国家的”的双重含义，乃近代民族国家的概念）中代表Chine（中国）者的联系地址，登载于国际奥委会的公报上这表示全国体协作为中国奥林匹克委员会获得了国际奥委会的承认。

### 臺灣時期
1949年由于第二次国共内战失利，中华全国体育协进会26位委员中，有19位随着中华民国政府迁移到台湾。1951年时任中华全国体育协进会总干事的郝更生博士代理理事长函国际奥委会称，“中华全国体育协进会26位委员中，已有19位迁移到台湾”，请更改中华全国体协、中国奥委会会址为台湾新竹西门路147号。郝更生此议得到了国际奥委会的同意，会籍名称为「Chinese Olympic Committee，National Amateur Athletic Federation」，名称及新会址刊于国际奥委会1951年7月份公报上。
1952年，第15届夏季奥运会即将于7月份在芬兰首都赫尔辛基举行。这是1949年中华人民共和国成立后举行的首届夏季奥运会。两岸及国际奥委会内部就“中国奥林匹克委员会”的认定及奥运代表队的参赛这两个问题展开了激烈的斗争。早在1951年3月，第15届夏季奥运会主办国芬兰（於1950年即與中華民國斷交）就曾向中华人民共和国中央人民政府外交部表示，希望中华人民共和国能派选手参加该届奥运会。1952年2月2日，苏联驻华大使罗申向当时负责体育运动管理的中国新民主主义青年团中央书记处书记冯文彬提出，鉴于台湾已报名参加第15届夏季奥运会，希望知道大陆方面是否要派员参加。中华全国体育总会于1952年2月5日致电国际奥委会秘书处，通知继续参加国际奥林匹克运动大会的组织并参加赫尔辛基第15屆夏季奧運會。2月13日，中华人民共和国中央人民政府外交部派出盛之白和谢启美抵达奥斯陆，准备参加国际奥林匹克委员会第46次全体会议而未果。1952年6月16日，国际奥委会主席西格弗里德·埃德斯特隆发表公告称，由于国际奥委会希望在次年（即1953年）解决中国问题，「现在中国的两个组织——台湾的一个和大陆的一个——皆不得参加赫尔辛基奥运会」。6月17日，艾德斯特隆电复全国体总，称中华全国体育总会尚未被国际奥林匹克委员会所承认，中国运动员不得参加赫尔辛基奥林匹克运动会，公告遭到两岸的强烈反对。同年，中华全国体育总会在苏联协助下向国际田径联合会及国际篮球联合会缴交会费，要求替代中华全国体协而被承认为「中国奥委会」。
1954年，在希臘雅典舉行的国际奥委会第49次全会上，中华全国体育总会作为中华人民共和国的代表在国际奥委会中的席位得到承认。同时国际奥委会继续承认代表台湾方面的中华全国体育协进会。會中以23票比21票通過同時承認兩個中國奧會，是年9月出刊的奧林匹克公報曾出現雙方會籍記載，分別是中华民国的「Chinese Olympic Committee, National Amateur Athletic Federation」及中华人民共和国的「-{Comite Olympique 
de la Republique Populaire Chinoise}-」。
1958年8月19日，由于对国际奥委会的不满，中华全国体育总会宣布与国际奥委会断绝关系，单方面面宣佈退出國際奧委會和國際田徑联合会、国际游泳联合会、国际足球联合会、国际篮球联合会、国际举重联合会、国际摔跤联合会及亞洲桌球總會等八個國際運動組織，以致遭到國際體壇除名的命運。國際奧會於同年9月5日曾以第125號函通告所有單位：「中华人民共和国奧會退出奧林匹克活動，國際奧會不再承認中華人民共和國奧會。」不過，1960年羅馬奧運會上，國際奧運會仍硬性規定中华民国代表团必須以「台灣」或“褔爾摩莎”名稱參加，此举遭到了代表团的抗议；1964年夏季東京奧運會與1968年夏季墨西哥奧運會時，中华民国代表团均被迫以「台灣」名義參加；1968年10月，國際奧會第67屆墨西哥年會再以32：10票通過代表團正名為「中華民國」（China R.O.）的提案，1972年慕尼黑奧運亦以「中華民國」名義參加。
1971年10月25日，聯合國大會通過《第2758號決議》，中華民國隨之宣佈退出聯合國，中華人民共和國取代中華民國原有的「中國」代表席次。自此，中華民國體育組織參與國際活動的處境更形艱難。1973年，中華民國政府有鑒於國際局勢的變化，為維護各種國際運動組織會籍，以保有合法地位，並推展奧林匹克運動，遂推動代表中國奧林匹克委員會的實體組織——中華全國體育協進會的全面改組：7月17日，中華全國體育協進會分拆出「中華奧林匹克委員會」以專司國際運動或比賽，原中華全國體育協進會則改稱「中華民國體育協進會」，即現今的中華民國體育運動總會，專司國內運動或比賽；兩組織分別由徐亨主席及黎玉璽理事長主持國際及國內體育活動。1974年5月，由沈家銘繼任奧會主席。
1975年，中华全国体育总会以「中国奥委会」的名义申請恢复在国际奥委会的合法地位。惟其申請案附帶排除中华民国會籍之條件，因而未被國際奧會所接受，予以駁回。1978年國際奧會在雅典召開年會，中华人民共和国在會中發動中東、非洲、亞洲及東歐等35國，提出排除中华民国會籍議案，並告知當屆奧運東道國苏联，宣稱如不排除中华民国會籍，中华人民共和国代表队即不參加1980年莫斯科奧運會。1979年，中华全国体育总会又向国际奥委会正式提出了关于解决「中国合法席位」的建议。
1979年4月，國際奧會在烏拉圭首都蒙得维的亚舉行第81屆執委會，會中除恢復中國大陸奧會會籍外，並通過將繼續承認在台北的奧會。當時中华民国國籍的國際奧會委員徐亨及體壇人士遂多方聯繫、協調，發動對中华民国友善的國際奧會委員聯署提出修正案，並經大會以36票比28票通過以下修正內容：
1. 承認在北京的奧會為「Chinese Olympic Committee，Peking」；
2. 承認在台北的奧會為「Chinese Olympic Committee，Taipei」；
3. 雙方使用之旗、歌另加研究，並須取得國際奧會的同意。

不過同年10月，國際奧會於名古屋執委會中，又提案將蒙得维的亚決議案變更為：
1. 承認中华人民共和国奧會名稱為「中國奧林匹克委員會」（Chinese Olympic Committee），使用中华人民共和国的国旗、国歌；
2. 以「Chinese Taipei Olympic Committee」（中華台北奧林匹克委員會）的名称承认设在台北的奥林匹克委员会，条件是該會的旗帜和歌曲都必须有别于它到目前为止所使用的旗和歌（即中華民國國旗與國歌）。

並採用通訊投票方式，以62票對17票，於11月26日之前通过此提案，即「名古屋決議」。
國際奧會委員徐亨與中華奧會分別於11月5日及12月6日向國際奧會總部所在地的瑞士洛桑地方法院提出訴訟，控告國際奧會名古屋決議案違反《奧林匹克憲章》規定的禁止任何形式之歧視、開閉幕和頒獎典禮必須使用國旗、國歌等文字與精神:9；法院判決國際奧會確實違反《憲章》後，國際奧會修改《奧林匹克憲章》，將「國旗」、「國歌」、「國家名義」改為「代表團之旗、歌」、「國家奧會名義」，並要求代表團旗幟與標幟應先送國際奧會執委會核准:10。
1981年，中華奧會與國際奧會簽署《洛桑協議》，正式決定會名、會徽、會旗及會歌等細節：依據協議內容，中華奧會與其他國家奧會「權益相同」，國際奧會並同意協助中華民國各項運動協會恢復相關國際總會會籍；1983年，國際奧會確認中華奧會會歌及儀程排序，其中後者以「中華臺北」（Chinese Taipei）英文代碼「TPE」列於「T」組。此後，中華奧會及各運動協會參加國際體育賽事，均參照相關規定辦理，而形成中華民國體育代表隊參與國際賽事的“奥会模式”。

## 組織

### 主席
| 屆次                                                                                   | 姓名                                                                                   | 就任日期                                                                               | 離任日期                                                                               | 備註 |
| 中國奧林匹克委員會主席 Chinese Olympic Committee，National Amateur Athletic Federation | 中國奧林匹克委員會主席 Chinese Olympic Committee，National Amateur Athletic Federation | 中國奧林匹克委員會主席 Chinese Olympic Committee，National Amateur Athletic Federation | 中國奧林匹克委員會主席 Chinese Olympic Committee，National Amateur Athletic Federation | 中國奧林匹克委員會主席 Chinese Olympic Committee，National Amateur Athletic Federation                        |
| -------------------------------------------------------------------------------------- | -------------------------------------------------------------------------------------- | -------------------------------------------------------------------------------------- | -------------------------------------------------------------------------------------- | --- |
|                                                                                        | 王正廷                                                                                 | 1922年4月                                                                              |                                                                                        | 由中華業餘運動聯合會→全國體協會長、理事長兼任，國共內戰時移居香港                                             |
|                                                                                        | 郝更生                                                                                 | 1948年                                                                                 | 1956年6月                                                                              | 由全國體協總幹事代理→理事長兼任                                                                               |
|                                                                                        | 周至柔                                                                                 | 1956年6月                                                                              | 1957年12月                                                                             | 由全國體協理事長兼任，就任台灣省主席後辭職                                                                    |
|                                                                                        | 鄧傳楷                                                                                 | 1957年12月                                                                             | 1961年2月                                                                              | 由全國體協理事長兼任，羅馬奧運後請辭                                                                          |
|                                                                                        | 楊森                                                                                   | 1961年2月                                                                              | 1973年6月                                                                              | 由全國體協理事長兼任 1964年東京奧運與1968年墨西哥城奧運以臺灣代表團參加，1972年慕尼黑奧運以中華民國代表團參加 |
|                                                                                        | 黎玉璽                                                                                 | 1973年6月                                                                              | 1973年7月                                                                              | 由全國體協理事長兼任，1973年7月17日奧會自全國體協獨立分出                                                     |
| 1                                                                                      | 徐亨                                                                                   | 1973年7月                                                                              | 1974年5月                                                                              | |
| 2、3、4                                                                                | 沈家銘                                                                                 | 1974年5月                                                                              | 1979年11月                                                                             | 1979年11月後改為中華奧林匹克委員會，之後奧運以中華台北代表團參加                                              |
| 中華奧林匹克委員會主席 Chinese Taipei Olympic Committee                                |                                                                                        |                                                                                        |                                                                                        | |
| 4                                                                                      | 沈家銘                                                                                 | 1979年11月                                                                             | 1982年9月                                                                              | 任內逝世 |
| 5                                                                                      | 鄭為元                                                                                 | 1982年12月                                                                             | 1987年9月                                                                              | 兼任中華體協理事長                                                                                            |
| 6                                                                                      | 張豐緒                                                                                 | 1987年9月                                                                              | 1998年1月                                                                              | 兼任中華體協會→中華體總會長，中華奧會榮譽主席                                                                 |
| 7、8                                                                                   | 黃大洲                                                                                 | 1998年1月                                                                              | 2006年1月                                                                              | 中華奧會榮譽主席                                                                                              |
| 9、10                                                                                  | 蔡辰威                                                                                 | 2006年1月                                                                              | 2014年1月                                                                              | 兼任中華體總會長                                                                                              |
| 11、12、13                                                                             | 林鴻道                                                                                 | 2014年1月                                                                              | 現任                                                                                   | |

### 副主席
- 第1屆：
- 第2屆：
- 第3屆：
- 第4屆：
- 第5屆：
- 第6屆：
- 第7屆：
- 第8屆：莊村徹、吳文達、李棟樑、白文正、曾永權、王人達
- 第9屆：蔡賜爵、林鴻道、曾永權、張芬芬
- 第10屆：蔡賜爵、林鴻道、曾永權、陳建平、王人達、呂威震
- 第11屆：蔡賜爵、張朝國、陳士魁、陳建平、廖裕輝、張煥禎
- 第12屆：蔡賜爵、張朝國、陳士魁、陳建平、廖裕輝、張煥禎
- 第13屆：蔡賜爵、陳建平、張煥禎、廖裕輝、葉政彥、蔡家福

### 執行委員
- 第1屆：
- 第2屆：
- 第3屆：
- 第4屆：
- 第5屆：
- 第6屆：
- 第7屆：
- 第8屆：
- 第9屆：林正峰、郭正亮、王人達、羅福助、呂台年、張煥禎、蔡辰威、朱鳳芝、呂威震、姚高橋、邱文賢、蔡政彥、曾永權、蔡賜爵、林鴻道、陳建平、張芬芬，吳經國、徐亨[13]
- 第10屆：王人達〈籃球理事長〉、朱鳳芝〈曲棍球理事長〉、何湯雄〈射箭理事長〉、吳經國〈國際奧會委員〉、呂台年〈馬術名譽理事長〉、呂威震〈柔道理事長〉、李成顯〈角力理事長〉、林廷芳〈三聯科技總經理〉、林國棟〈體委會副主委〉、林鴻道〈帆船理事長〉、姚高橋〈游泳理事長〉、張煥禎〈擊劍理事長〉、張裕屏〈台蓄董事長〉、許育瑞〈排球理事長〉、陳建平〈跆拳道理事長〉、曾永權〈立法院副院長〉、葉政彥〈網球理事長〉、蔡辰威〈田徑理事長〉、蔡賜爵〈手球理事長〉[14]
- 第11屆：林鴻道〈帆船理事長〉、蔡賜爵〈手球理事長〉、張朝國〈全國體總會長、舉重理事長〉、陳士魁〈僑委會委員長〉、陳建平〈前體育總會會長〉、張煥禎〈擊劍理事長〉、廖裕輝〈網球理事長〉、吳經國〈國際奧會執行委員〉、彭臺臨〈體育署副署長〉、朱鳳芝〈曲棍球榮譽理事長〉、李成顯〈角力榮譽理事長〉、何湯雄〈射箭理事長〉、林廷芳〈三聯科技總經理〉、郭中興〈射擊理事長〉、朱壽騫〈體操理事長〉、王貴賢〈排球理事長〉、黃志雄〈立法委員〉、蔡家福〈中華民國縣市體育會聯合總會會長〉、王景成〈田徑秘書長〉、陳光復〈原體育總會副會長〉[15]
- 第12屆：王景成、王貴賢、朱文慶、何卓飛、林廷芳、林哲宏、祝文宇、許安進、郭中興、陳光復、陳怡安、黃志雄、蔡家福、李武男（2019-06-25補選，拳擊理事長）、陳嘉遠（補選，體操協會代表）、葉政彥（補選，中華奧會票選代表）
- 第13屆：王景成、朱文慶、朱木炎、何卓飛、林廷芳、林哲宏、張文馨、章金榮、許安進、陳士魁、陳任邦、陳光復、陳建宏、陳美燕、陳嘉遠、黃忠仁、劉福財、謝典林[16]

## 象徵
1981年3月，中華奧會和國際奧會簽訂《洛桑協議》，陸續修訂會徽、會旗及會歌。

### 會徽及會旗
中華奧會會旗為「梅花旗」：
- 梅花外環：國花，象徵梅花凌冬耐寒，其所表現的堅貞剛潔；表現選手在艱苦的訓練過程中，出現佳績。
- 外環顏色：從外到內的，藍、白、紅色，代表國旗。
- 青天白日徽：代表中華民國；依據《洛桑協議》，國際奧委會承認的會徽中所使用的青天白日徽，白日比例並非中華民國國徽標準或中國國民黨黨徽標準，而是介於兩徽之間[20][21]。
- 奧林匹克五環：代表國際奧林匹克運動會。

中華民國大專院校、高中體育總會旗幟與標誌，都以此面旗幟為基礎，差別除了將奧運「五色環」換成其他標誌，亦有青天白日徽的比例差別等。
中華奧會簽署《洛桑協議》時，並未同意觀眾席場內禁用中華民國國旗，各國亦無明文禁止，但各項國際運動會實務上迫於中華人民共和國方面壓力，仍經常禁止觀眾攜中華民國國旗入奧運會場加油，特別是同場有中國大陸運動員比賽時，依舊經常遭搶奪或驅趕。

### 會歌
中華奧會《會歌》采用《中華民國國旗歌》之曲，但由張彼德重填歌词，1983年6月為國際奧會接受：
奧林匹克，奧林匹克，無分宗教，不論種族。
為促進友誼，為世界和平，五洲青年，聚會奧運。
公平競賽，創造新紀錄，得勝勿驕，失敗亦毋餒。
努力向前，更快更遠，奧林匹克永光輝。
努力向前，更快更遠，奧林匹克永光輝。

## 成績
1924年，中华全国体育协进会派出3名网球运动员，在法国巴黎举行的第8届奥运会上作了表演赛。1928年，中華民國派宋如海观光了在荷兰阿姆斯特丹举行的第9届奥运会。此后，又正式参加了第10届美国洛杉矶（刘长春）、第11届德国柏林、14届英国伦敦奥运会，但均未能取得任何成绩。
1952年夏季奧林匹克運動會在芬蘭赫爾辛基舉行，國際奧會投票表決台灣海峽兩岸參與問題，結果與會的57位委員以33票對20票決議通過，同時承認兩岸體育運動隊伍參加該屆奧運會。但中华民国代表團受政府指令，本所謂的漢賊不兩立的原則退出比賽。1956年第16屆奧運會在澳大利亞墨尔本舉行，兩岸奧會均派代表參加，但中华人民共和国因希望以五星红旗替代中华民国隊持用的青天白日滿地紅旗未成，遂退出比賽。
1960年羅馬奧運會，楊傳廣獲得男子十項全能銀牌。1964年東京奧運會，楊傳廣再度參賽，惜未獲獎牌。1968年墨西哥奧運會，紀政獲得女子80公尺跨欄銅牌。
1972年慕尼黑奧運會，中華民國最後一次以國號、國旗及國歌參加夏季奧運會，未獲獎牌。1976年蒙特婁奧運會，因主辦國加拿大禁止中華民國代表團以國旗、國號入境參賽，代表團遂退出比賽。1979年11月後，中華奧會對外不再使用「中國奧林匹克委員會」名稱，其後改以「中華臺北奧林匹克委員會」身份派代表團參與奧運會。

### 奧運獎牌名單
| 年份   | 運動員                 | 比賽項目               | 獎牌 | 備註                         |
| ------ | ---------------------- | ---------------------- | ---- | ---------------------------- |
| 1960年 | 楊傳廣                 | 男子田徑十項全能       | 銀牌 | 中華民國暨田徑項目首面獎牌   |
| 1968年 | 紀政                   | 女子80公尺跨欄         | 銅牌 | 女性運動員首面獎牌           |
| 1984年 | 蔡溫義                 | 男子舉重60公斤級       | 銅牌 | 舉重項目首面獎牌             |
| 1992年 | 中華台北棒球代表隊     | 男子棒球               | 銀牌 | 棒球項目首面獎牌             |
| 1996年 | 陳靜                   | 女子桌球單打           | 銀牌 | 桌球項目首面獎牌             |
| 2000年 | 黎鋒英                 | 女子舉重53公斤級       | 銀牌 |                              |
| 2000年 | 郭羿含                 | 女子舉重75公斤級       | 銅牌 |                              |
| 2000年 | 陳靜                   | 女子桌球單打           | 銅牌 |                              |
| 2000年 | 紀淑如                 | 女子跆拳道49公斤以下級 | 銅牌 | 跆拳道項目首面獎牌           |
| 2000年 | 黃志雄                 | 男子跆拳道58公斤以下級 | 銅牌 |                              |
| 2004年 | 袁叔琪、吳蕙如、陳麗如 | 女子射箭團體           | 銅牌 | 射箭項目首面獎牌             |
| 2004年 | 劉明煌、王正邦、陳詩園 | 男子射箭團體           | 銀牌 |                              |
| 2004年 | 陳詩欣                 | 女子跆拳道49公斤級     | 金牌 | 中華民國暨跆拳道項目首面金牌 |
| 2004年 | 朱木炎                 | 男子跆拳道58公斤級     | 金牌 |                              |
| 2004年 | 黃志雄                 | 男子跆拳道68公斤級     | 銀牌 |                              |
| 2008年 | 陳葦綾                 | 女子舉重48公斤級       | 金牌 | 舉重項目首面金牌             |
| 2008年 | 盧映錡                 | 女子舉重63公斤級       | 銀牌 |                              |
| 2008年 | 朱木炎                 | 男子跆拳道58公斤級     | 銅牌 |                              |
| 2008年 | 宋玉麒                 | 男子跆拳道68公斤級     | 銅牌 |                              |
| 2012年 | 許淑淨                 | 女子舉重53公斤級       | 金牌 |                              |
| 2012年 | 曾櫟騁                 | 女子跆拳道57公斤級     | 銅牌 |                              |
| 2016年 | 許淑淨                 | 女子舉重53公斤級       | 金牌 |                              |
| 2016年 | 雷千瑩、林詩嘉、譚雅婷 | 女子射箭團體           | 銅牌 |                              |
| 2016年 | 郭婞淳                 | 女子舉重58公斤級       | 銅牌 |                              |
| 2020年 | 楊勇緯                 | 男子柔道60公斤級       | 銀牌 | 柔道項目首面獎牌             |
| 2020年 | 羅嘉翎                 | 女子跆拳道57公斤級     | 銅牌 |                              |
| 2020年 | 鄧宇成、湯智鈞、魏均珩 | 男子射箭團體           | 銀牌 |                              |
| 2020年 | 林昀儒、鄭怡靜         | 混合桌球雙打           | 銅牌 |                              |
| 2020年 | 郭婞淳                 | 女子舉重59公斤級       | 金牌 | 破奧運會紀錄                 |
| 2020年 | 陳玟卉                 | 女子舉重64公斤級       | 銅牌 |                              |
| 2020年 | 李洋、王齊麟           | 男子羽球雙打           | 金牌 | 羽球項目首面獎牌及金牌       |
| 2020年 | 潘政琮                 | 男子高爾夫             | 銅牌 | 高爾夫項目首面獎牌           |
| 2020年 | 李智凱                 | 男子體操鞍馬           | 銀牌 | 體操項目首面獎牌             |
| 2020年 | 戴資穎                 | 女子羽球單打           | 銀牌 | 羽球單打首面獎牌             |
| 2020年 | 黃筱雯                 | 女子拳擊蠅量級         | 銅牌 | 拳擊項目首面獎牌             |
| 2020年 | 文姿                   | 女子空手道55公斤級     | 銅牌 | 空手道項目首面獎牌           |
| 2024年 | 李孟遠                 | 男子射擊定向飛靶       | 銅牌 | 射擊項目首面獎牌             |
| 2024年 | 吳詩儀                 | 女子拳擊60公斤級       | 銅牌 |                              |
| 2024年 | 李洋、王齊麟           | 男子羽球雙打           | 金牌 | 奧運史上首次羽球男雙衛冕金牌 |
| 2024年 | 唐嘉鴻                 | 男子體操單槓           | 銅牌 |                              |
| 2024年 | 陳念琴                 | 女子拳擊66公斤級       | 銅牌 |                              |
| 2024年 | 郭婞淳                 | 女子舉重59公斤         | 銅牌 |                              |
| 2024年 | 林郁婷                 | 女子拳擊57公斤級       | 金牌 | 拳擊項目首面金牌             |

### 引用
1. ↑  .   [2022-02-08]. （原始内容存档于2022-04-15）.
2. ↑  .   [2012年5月2日]. （原始内容存档于2010年2月15日）.
3. ↑   (PDF).   [2012-05-02]. （原始内容存档 (PDF)于2010-08-08）.
4. ↑  .   [2012-05-02]. （原始内容存档于2012-05-22）.
5. 1 2 3  侯健美，1952年　新中国初征奥运[]，文摘报，2008年8月10日。原载北京日报2008年7月29日
6. ↑  劉進枰; 張嚴仁.  (PDF). 運動文化研究. 2008-12, (7)  [2023-12-10]. （原始内容存档 (PDF)于2023-12-10）.
7. ↑  湯銘新. . 國民體育季刊156期. 行政院體育委員會. 2008-12-15  [2010-07-04]. （原始内容存档于2012-09-10）.
8. ↑  Yuxiang Hao.  (Master of Science in Kinesiology论文). The University of Texas at Austin. May 2015  [2024-11-28]. （原始内容存档于2024-08-30） （英语）.
9. ↑  林玫君. . 臺灣學通訊 (國立臺灣圖書館). 2013-07-10, (76): 18-19. ISSN 1999-1878.
10. 1 2  . 行政院體育委員會. 2008-04. ISBN 9789860137873.
11. ↑  . 中華奧林匹克委員會.   [2024-11-26]. （原始内容存档于2025-01-13）.
12. ↑  蔡辰威當選第九屆中華奧會主席 （页面存档备份，存于），Taiwan News，2006/01/14
13. ↑  獲全數執委支持 蔡辰威續任中華奧會主席 （页面存档备份，存于），自由時報，2009/12/20
14. ↑  林鴻道當選第11屆中華奧會主席 （页面存档备份，存于），中國時報，2013/12/28
15. ↑  .   [2022-02-08]. （原始内容存档于2022-06-22）.
16. ↑  . 聯合報. 2016年8月15日  [2016-08-15]. 原始内容存档于2016-09-15 （中文（臺灣））.
17. ↑  . 民報. 2016年9月1日  [2016-09-01]. （原始内容存档于2016-09-05） （中文（臺灣））.
18. ↑  . 民報. 2016年9月5日  [2016-09-05]. （原始内容存档于2016-09-08） （中文（臺灣））.
19. ↑  .   [2016-08-06]. （原始内容存档于2016-07-25）.
20. ↑  .   [2018-11-25]. （原始内容存档于2018-11-26）.
21. ↑  .   [2012-08-10]. （原始内容存档于2012-08-03）.
22. ↑  .   [2020-09-28]. （原始内容存档于2020-09-17）.
23. ↑  .   [2012-08-10]. （原始内容存档于2012-08-13）.
24. ↑  .   [2016-08-11]. （原始内容存档于2016-08-10）.
25. ↑  劉進枰.  (PDF). 2007  [2010-07-04]. （原始内容 (PDF)存档于2012-03-09）.
26. ↑  . 2009臺北聽障奧會. 2009-01-05.[永久]
27. ↑   (PDF). Olympic Review. 國際奧林匹克委員會: 593–594. 1983  [2010-07-10]. （原始内容存档 (PDF)于2012-03-18） （英语）.

## 外部連結
- 中華奧林匹克委員會 （页面存档备份，存于）
  - 中華奧林匹克委員會的Facebook專頁
  - 中華奧林匹克委員會的Instagram帳戶 （页面存档备份，存于）
  - YouTube上的中華奧林匹克委員會頻道
- 國際奧會官網介紹
  - China and Olympism
  - "Chinese Taipei" and Olympism （页面存档备份，存于）
- 「中華台北」會籍名稱使用事略